# Ẹ̌
Ẹ̌ (minuscule : ẹ̌), appelé E caron point souscrit, est une lettre latine utilisée dans l’écriture de l’ebira et du sangir.
Il s’agit de la lettre E diacritée d’un caron et d’un point souscrit.

## Représentations informatiques
Le E caron point souscrit peut être représenté avec les caractères Unicode suivants : 
- précomposé et normalisé NFC (latin étendu additionnel) :

| formes    | représentations | chaînes de caractères | points de code | descriptions                                               |
| --------- | --------------- | --------------------- | -------------- | ---------------------------------------------------------- |
| capitale  | Ẹ̌               | Ẹ◌̌                    | U+1EB8 U+030C  | lettre majuscule latine e point souscrit diacritique caron |
| minuscule | Ẹ̌               | ẹ◌̌                    | U+1EB9 U+030C  | lettre minuscule latine e point souscrit diacritique caron |

- décomposé et normalisé NFD (latin de base, diacritiques) :

| formes    | représentations | chaînes de caractères | points de code       | descriptions                                                           |
| --------- | --------------- | --------------------- | -------------------- | ---------------------------------------------------------------------- |
| capitale  | Ẹ̌               | E◌̣◌̌                   | U+0045 U+0323 U+030C | lettre majuscule latine e diacritique point souscrit diacritique caron |
| minuscule | ẹ̌               | e◌̣◌̌                   | U+0065 U+0323 U+030C | lettre minuscule latine e diacritique point souscrit diacritique caron |